# دی‌فنیل‌متان
دی‌فنیل‌متان (به انگلیسی: Diphenylmethane) با فرمول شیمیایی C۱۳H۱۲ یک ترکیب شیمیایی با شناسه پاب‌کم ۷۵۸۰ است. که جرم مولی آن ۱۶۸٫۲۳۴ g/mol می‌باشد. شکل ظاهری این ترکیب، روغن بی‌رنگ است.